# ريب ويد
ريب ويد (بالإنجليزية: Rip Wade)‏ هو لاعب كرة قاعدة أمريكي، ولد في 12 يناير 1898 في دولوث في الولايات المتحدة، وتوفي بنفس المكان في 4 أكتوبر 1957.